# محسن حامد
محسن حامد (بالإنجليزية: Mohsin Hamid) (23 يوليو 1971، لاهور في باكستان)؛ كاتب وروائي بريطاني-باكستاني.

## روابط خارجية
- محسن حامد على موقع IMDb (الإنجليزية)
- محسن حامد على موقع مونزينجر (الألمانية)